# Gawdat Gabra
Gawdat Gabra (en copte : Ⲅⲁⲩⲇⲁⲧ Ⲅⲁⲃⲣⲁ) est un coptologue égyptien. Il finit son baccalauréat en antiquités égyptiennes à l'université du Caire en 1967 et son PhD en antiquités coptes à l'université de Münster en Allemagne en 1978. Il est l'ancien directeur du Musée copte du Caire en 1985 et actuellement[Quand ?] un professeur invité aux études coptes à l'université de Claremont (Claremont Graduate University - CGU). 
Il a apporté d'importantes contributions à l'Encyclopédie copte, une version numérisée de l'encyclopédie d'origine. Il a notamment contribué à des entrées telles que « Saint Pisentius » (co-écrit avec C. Detlef et G. Muller); « Nabis »; « Patape » (co-écrit avec René-Georges Coquin); et « Hajir Idfu ».

## Travaux
Il est l'auteur de :
- Christianity and Monasticism in Northern Egypt: Beni Suef, Giza, Cairo, and the Nile Delta (Gawdat Gabra, Hany N. Takla 2017)
- Coptic Civilization: Two Thousand Years of Christianity in Egypt (Gabra 2014)[2]
- The History and Religious Heritage of Old Cairo: Its Fortress, Churches, Synagogue, and Mosque (Gawdat Gabra, Gertrud J. M. van Loon, Stefan C. Reif, Tarek Swelim 2013)[3]
- From Old Cairo to the New World: Coptic Studies Presented to Gawdat Gabra on the Occasion of His Sixty-fifth Birthday (Gawdat Gabra, Youhanna Nessim Youssef, Samuel Moawad 2013)[4]
- Christianity and Monasticism in Aswan and Nubia (Gawdat Gabra, Hany N. Takla, Saint Mark Foundation - 2013)[5]
- The A to Z of the Coptic Church (Gabra 2009)[6]
- Historical Dictionary of the Coptic Church (Gabra 2008)[7]
- Christianity and Monasticism in Upper Egypt - Volume 2 (Gawdat Gabra, Hany N. Takla - 2010)[8]
- Christianity and Monasticism in Upper Egypt: Akhmim and Sohag (Gabra et Takla 2008)
- The Churches of Egypt: From the Journey of the Holy Family to the Present Day (Gabra, Van Loon et Sonbol 2007)
- The Treasures of Coptic Art in the Coptic Museum and Churches of Old Cairo (Alcock et Gabra 2007)
- Coptic Monasteries: Egypt's Monastic Art and Architecture (Gabra et Vivian 2002)[9]
- Christian Egypt: Coptic Art and Monuments Through Two Millennia (Capuani, Meinardus, Rutschowscaya et Gabra 2002)
- Be Thou There: The Holy Family's Journey in Egypt (Gabra 2001)

Articles de l'Encyclopédie copte auxquels il a contribué : 
- "Saint Pisentius" (co-authored with C. Detlef G. Muller)
- "Nabis"
- "Patape" (co-authored with Rene-Georges Coquin)
- "Hajir Idfu"